# Nikolái Padius
Nikolái Ivánovich Padius (del ruso: Николай Иванович Падиус); (San Petersburgo, Rusia, 1 de septiembre de 1980) es un jugador ruso de baloncesto. Con 1,95 m de estatura, su puesto natural en la cancha es el de escolta.

## Trayectoria
- Spartak San Petersburgo (1997-2000)
- CSKA Moscú (2000-2003)
- Dinamo Moscú (2003-2004)
- Aris Salónica BC (2004-2006)
- Dinamo Moscú Oblast (2006-2007)
- UNICS Kazán (2007-2008)
- Maroussi (2008)
- Spartak Primor'e (2008-2009)
- Antalya Kepez (2010)
- UNICS Kazán (2011)
- Lokomotiv Kuban (2011-2012)
- Spartak Primorje (2012-)